# Q-Tip (rapper)
Q-Tip, døbt Jonathan Davis (født 10. april 1970 i Harlem, New York), er en amerikansk rapper, producer og skuespiller.
Da han konverterede til Islam midt i 1990'erne skiftede han navn til Kamaal Ibn John Fareed.
Ordet Q-Tip stammer egentlig fra en amerikansk producent af vatpinde, men Q'et i kunstnerens navn, Q-Tip, skulle efter sigende stå for Queens, som er den bydel i New York, som Q-Tip er vokset op i og som ofte er omdrejningspunkt i Q-Tips tekster.
Han var med til at danne den senere legendariske hiphop-gruppe A Tribe Called Quest (ATCQ) i 1988. Han dannede ATCQ sammen med Phife Dawg(rapper), Ali Shaheed Muhammad(DJ) og Jarobi. Jarobi forlod dog gruppen efter udgivelsen af deres debutalbum People's Instinctive Travels and the Paths of Rhythm i 1990. ATCQ blev opløst i 1998, efter de havde udgivet fem album, men de blev samlet igen i 2006 for at tage på turné i USA og angiveligt udgive et album senere.
Q-Tips første optræden på et album var på Jungle Brothers albummet Straigt Out the Jungle fra 1988, hvor han optrådte på sangen Black is Black.
Udover Q-Tips rolle som rapper i ATCQ var han også producer og producerede blandt andet nummeret "One Love" fra Nas' legendariske debutalbum Illmatic.
Som skuespiller spillede han i 1993 med i Poetic Justice sammen med Janet Jackson og Tupac Shakur. Derudover har han medvirket i Disappearing Acts i 2000.

## Diskografi
Studiealbums
- Amplified (Arista, 1999)
- The Renaissance (Universal Motown, 2008)
- Kamaal the Abstract (Battery, 2009)
- The Last Zulu (TBA)[1]
- AlGoRhythms (TBA)[1]
- Riotdiaries (TBA)[1]

Med A Tribe Called Quest
- People's Instinctive Travels and the Paths of Rhythm (Jive, 1990)
- The Low End Theory (Jive, 1991)
- Midnight Marauders (Jive, 1993)
- Beats, Rhymes and Life (Jive, 1996)
- The Love Movement (Jive, 1998)
- We Got It from Here... Thank You 4 Your Service (Epic, 2016)

## Filmografi

### Film
| År   | Titel                                                     | Rolle              | Noter                                                  |
| ---- | --------------------------------------------------------- | ------------------ | ------------------------------------------------------ |
| 1993 | Who's the Man?                                            | Malik Fair         |                                                        |
| 1993 | Poetic Justice                                            | Markell            |                                                        |
| 1999 | Love Goggles                                              | Complex / Narrator |                                                        |
| 2001 | Prison Song                                               | Elijah Dixon       | Lead actor, co-writer and executive producer           |
| 2004 | She Hate Me                                               | Vada Huff          |                                                        |
| 2008 | Cadillac Records                                          | Hip Hop Artist     |                                                        |
| 2010 | Holy Rollers                                              | Ephraim            |                                                        |
| 2011 | Beats, Rhymes & Life: The Travels of A Tribe Called Quest | Himself            | Documentary; also producer (with A Tribe Called Quest) |
| 2014 | Nas: Time Is Illmatic                                     | Himself            | Documentary film                                       |

### Tv
| År   | Titel                                           | Rolle                      | Noter                                |
| ---- | ----------------------------------------------- | -------------------------- | ------------------------------------ |
| 2000 | Happily Ever After: Fairy Tales for Every Child | Teddy Bear / Roach (voice) | Episode: "The Steadfast Tin Soldier" |
| 2000 | Disappearing Acts                               | Reggie Baptiste            | Television movie                     |
| 2004 | Chappelle's Show                                | Sig selv                   | Episode #2.10                        |